# 黑骑士解放党
黑骑士解放党（英語：Black Riders Liberation Party，缩写为BRLP）是美国的一个极左翼黑人团体。该团体成立于1996年，由加利福尼亚州的一些非洲裔囚犯创建，他们对过去的黑豹党持同情态度。该党的意识形态是泛非主义、国际主义、革命社会主义、黑人权力。该党的主席是一个绰号为“T.A.C.O.将军”的人。